# Moca (República Dominicana)
Moca es un municipio de la República Dominicana situado en la provincia de Espaillat.

## Toponimia
El nombre viene de un término aborigen que designaba un asentamiento en tierras del actual municipio.

## Límites
Municipios limítrofes:
|                                                       | Norte: Sosúa y Jamao Al Norte |                                                     |
| Oeste: Puerto Plata, Tamboril, Licey al Medio y Puñal |                               | Este: Gaspar Hernández, Salcedo y Cayetano Germosén |
|                                                       | Sur: La Vega                  |                                                     |

## Distritos municipales
Está formado por los distritos municipales de:
| Nombre            | Código   |
| ----------------- | -------- |
| Moca              | 01090101 |
| José Contreras    | 01090102 |
| Juan López        | 01090104 |
| Las Lagunas       | 01090105 |
| Canca la Reyna    | 01090106 |
| El Higuërito      | 01090107 |
| Monte de la Jagua | 01090108 |
| La Ortega         | 01090109 |

## Historia
El municipio, en época de su colonización por los españoles, formaba parte de un nitainato perteneciente al cacicazgo de Maguá. El nombre de Moca deriva de un nombre nitaíno del mismo nombre, Moca fue un cacique súbdito de Maguá, que residía en la loma del Ciguay en lo que hoy es Villa Trina. Datos e informes suministrados por el historiador Ing. Franklin Torres, agrega además, que el cacicazgo de Magua había 21 nitaínos denominados Batei, Canabacoa, Cibao, Ciguai, Corojai, Cotuí, Fuma, Guacoa, Guainamoca, Macorís, Maguei, Maimón, Majagua, Manyico, Maho, Marien, Mayonic, Moca, Samaná, Yaguas y Yaguajayuco.
En 1845, Moca es designada común del departamento de la Vega, luego en su división política se convierte en el municipio cabecera de la provincia Espaillat, actualmente el alcalde municipal de la ciudad de Moca es el doctor Miguel Guarocuya Cabral.
El 7 de julio de 1857, Moca es declarada por decreto "Villa Heroica" de la República Dominicana, por su participación en la revolución contra el gobierno de Buenaventura Báez.
En 1858, Funcionó en Moca el primer congreso constituyente que decretó la nueva Constitución. Se ha establecido que el primer Ayuntamiento de Moca fue creado por decreto el 9 de mayo de 1843 sustituyendo al consejo de notables. El consejo municipal durante la anexión de la República a España, creó en Moca, una Junta Municipal (1861-1863).
1861, se pone de manifiesto el patriotismo mocano con el levantamiento en armas bajo el lema Viva la República Dominicana, contra la anexión a España, llevando a cabo en un acto traidor del general Pedro Santana.
Este hecho se conoce como el Grito de Moca; lo que dio origen a que se librara en este pueblo la gesta heroica el 2 de mayo de 1861 fue el primer grito de protesta en el país y la antesala para que se originaran otros levantamientos en todo el país, para rescatar la independencia que estaba en peligro y que culminó con la Guerra de la Restauración dos años después; el 16 de agosto de 1863.
Entre los héroes del 2 de mayo se encontraban: José Contreras, José María Rodríguez, Antonio Passicá, José Inocencio Reyes y Cayetano Germosén.
El 26 de julio de 1899 fue ajusticiado el tirano Ulises Heureaux (Lilis) en la calle Libertad, hoy 26 de julio, donde se levanta una plaza para honrar la memoria de los valientes precursores de este hecho; Ramón Cáceres, Ramón y Jacobo de Lara, Horacio Vásquez, Domingo Pichardo, Pablo Arnaut, José Brache, Vicente y Blas de la Maza.

### La Constitución de Moca (1858)
El 19 de febrero de 1858, a las doce del mediodía, veintiséis hombres que representaban las más importantes poblaciones del país se reunieron en el poblado de Moca para elaborar una nueva Constitución de la República.
En su discurso de apertura, Benigno Filomeno de Rojas, el presidente de esa Asamblea Constituyente, declaró que las vicisitudes padecidas por los dominicanos en los catorce años anteriores eran prueba suficiente de que había "errores que se deben corregir y vacíos que hay que llenar" para reivindicar los derechos usurpados al pueblo dominicano, pues "las instituciones que han regido no estaban en armonía con los deseos y necesidades de la Nación".
Se refería, particularmente, a la despótica Constitución de 1854 que había mutilado todas las libertades públicas y los derechos fundamentales. Por ello Rojas dijo que el texto que debía salir de esas nuevas deliberaciones debía consignar definitivamente los principios de la libertad, la seguridad individual y el respeto a la propiedad.
Estos principios tenían ya una larga trayectoria constitucional y derivaban de las constituciones estadounidenses de 1787 y francesas de 1795, y habían sido recogidos por muchas de las primeras constituciones hispanoamericanas, así como por varias constituciones haitianas.
Los constituyentes de Moca trabajaron durante cuatro meses y concluyeron el 10 de marzo de 1858, siguiendo los alineamientos generales trazados por el Gobierno Provisional establecido en Santiago que le impuso pocas restricciones, pero sí les señaló que debían tener en cuenta que habían sido "elegidos por un pueblo que acaba de hacer una revolución con el único fin de ensanchar sus libertades estableciéndolas sobre bases sólidas e inalterables".
Por consiguiente, "el Gobierno provisional de la República no juzga oportuno presentar al Soberano Congreso Constituyente esta o aquella Constitución como base de sus trabajos. El Soberano Congreso Constituyente comprenderá fácilmente que las instituciones políticas deben estar en relación directa con las necesidades de los pueblos para quienes se dan y que si la Constitución de 1844 cuadraba mal que bien a un pueblo tan ansioso de libertad que podría contentarse hasta con un ripio, el pueblo del 44 podía considerarse como un pueblo niño, mientras que el pueblo del 57 es el pueblo hombre."
Por todo ello y por otras consideraciones muy importantes, el Gobierno provisional instruyó a los diputados constituyentes a que cuando se dedicaran a discutir y escribir esa nueva Constitución "examinen detenidamente los elementos de que se compone la sociedad, le busquen su índole y su carácter y averigüen sus necesidades, recuerden sus males y el origen de éstos y, concentrándose a estudiar y observar su país, piensen mucho y copien poco."
Las actas de las sesiones del Soberano Congreso Constituyente de Moca fueron encontradas posteriormente en el Archivo General de la Nación y publicadas en un tomo, en 1944, dentro de la conocida Colección Trujillo dirigida por Manuel Arturo Peña Batlle. 
En esta colección se publicaron otros volúmenes conteniendo numerosos documentos históricos, entre ellos una colección de las constituciones políticas dominicanas promulgadas durante los primeros cien años de la República.
Por esta razón es fácil conocer hoy cómo pensaron y discutieron los hombres que fueron elegidos para dar al país un ordenamiento político que desterrara el despotismo e instituyera la democracia en una época en que el país se encontraba en guerra contra Haití, hacía una revolución contra el corrupto gobierno de Báez y sentía cernirse sobre él la sombra tiránica de Pedro Santana, el principal responsable del desorden constitucional de la Primera República.
El borrador del texto constitucional aprobado fue redactado por el ilustre pensador Benigno Filomeno Rojas. Se le conoce en los textos de historia dominicana como la Constitución de Moca. 
En sus líneas esenciales esta Constitución fue la más democrática que los dominicanos promulgaron en el siglo XIX y ha quedado como un modelo del pensamiento liberal de la época.
Ha sido estudiada por muchos especialistas, entre los que cabe mencionar a los académicos Américo Moreta Castillo (La Constitución de Moca de 1858, inspiración del Gobierno Restaurador), y Wenceslao Vega (Historia del Derecho Dominicano), quienes han señalado los avances políticos que introdujo, así como sus semejanzas y diferencias con las Constituciones anteriores y su influencia entre los grupos liberales posteriores a la Guerra de la Restauración.
Una de las más importantes innovaciones de esta Constitución fue haber establecido que la capital de la República quedaba fijada en Santiago de los Caballeros, cosa que realmente ocurrió formalmente hasta el golpe de Estado ejecutado por Pedro Santana y sus partidarios a finales de julio de 1858, apenas seis meses después de haber sido promulgada.
Santana derrocó el gobierno cibaeño amparado en la Constitución de Moca, restableció la dictadura e impuso de nuevo la Constitución despótica y oligárquica de diciembre de 1854, con su Senado Consultor de siete miembros y su texto desconocedor de los derechos humanos y las libertades ciudadanas.
También eliminaron los constituyentes de Moca la pena de muerte por delitos políticos, y la igualdad jurídica de todos los habitantes en el territorio nacional, incluyendo a los extranjeros que debían someterse al imperio de las leyes dominicanas.
Otro paso de avance político fue la introducción de sufragio directo para la elección del Presidente de la República, pues hasta entonces la elección del Primer Ejecutivo de la Nación se realizaba mediante el sistema de colegios electorales que establecía la elección por voto directo de los diputados electores, y estos a su vez elegían al Presidente como delegados de los ciudadanos.
La Constitución de Moca fue redactada en momentos de gran exaltación política entre los grupos liberales, particularmente los intereses tabacaleros del Cibao, que resentían haber sido dominados por las oligarquías políticas sureñas representadas por Pedro Santana y Buenaventura Báez.
Como Báez había provocado la revolución cibaeña al perpetrar el inmenso fraude monetario de 1857, los constituyentes de Moca introdujeron la radical medida en el texto constitucional que prohibía al Estado dominicano emitir papel moneda para evitar nuevos fraudes por parte de los gobiernos de turnos.
También intentaron descentralizar política y administrativamente el país, no sólo fijando la capital de la República en Santiago, sino también dividiendo el territorio nacional en tres Departamentos: Cibao, Ozama y El Seibo, cada uno administrado por un Gobernador nombrado por el presidente de la República, pero regulado por Juntas Departamentales compuestas por diputados elegidos por los ciudadanos mediante votación directa.
Los derechos del ciudadano y las libertades públicas fueron consignadas explícitamente, así como el derecho a la propiedad. La Constitución de Moca garantizó la libertad de expresión, el libre tránsito y la libertad de reunión pacífica.
El gobierno debía ser civil, republicano, popular, representativo, electivo y responsable. El Presidente de la República no podía ser reelegido en forma sucesiva, y los gobernadores departamentales no podrían ser en lo adelante los comandantes de armas, como había ocurrido en el pasado.
El Poder Legislativo volvió a ser bicameral, compuesto por un Senado y una Cámara de Representantes, como en los Estados Unidos. El Poder Judicial quedó bajo la jurisdicción de la Suprema Corte de Justicia que ahora tendría funciones de Corte de Casación, dejando de ser un tribunal de tercera instancia como ocurría anteriormente.
La Constitución de Moca también estableció que la religión católica era la religión del Estado, conservando así la tradición establecida en la Constitución de 1844.
Sin embargo, manteniéndose fiel al espíritu liberal de la época, los constituyentes de Moca eliminaron de una vez y para siempre los privilegios feudales de la Iglesia Católica, los llamados censos, tributos y capellanías, así como los de la aristocracia colonial, entre ellos la fundación de mayorazgos y la imposición de tributos.
Uno de los aspectos más curiosos de los debates del Soberano Congreso Constituyente fue el relativo al régimen interior de la República y a la división territorial pues las opiniones estuvieron por un tiempo divididas entre los que aspiraban a un Estado federativo y los que insistían en que el tamaño del país y su tradición política exigían un Estado centralizado.

## Economía
Es conocida por su gran producción agroindustrial, siendo el plátano, la yuca y la batata los cultivos principales. Otros frutos menores: tabaco, cacao, guineos, gandul, yautía, ñame, calabaza, habichuelas, café, naranjas, limones, lechosa (papaya), etc. También se cultivan una gran variedad de vegetales como lechuga, tomates, berenjenas, ajíes, repollo, entre otros. Además tiene un gran produccción avícolas, aportando un 70% de la producción total de ese sector en toda la República Dominicana. La ciudad en los últimos años ha tenido un gran desarrollo  inmobiliario y financiero, convirtiendo a Moca en una de las zonas más prósperas de la República Dominicana.